# Galaxy Nexus
El Galaxy Nexus (GT-I9250) era un teléfono inteligente desarrollado por Google y Samsung. El sistema telefónico y de operación fueron desarrollados en colaboración por ingenieros de ambas empresas. El Galaxy Nexus es el sucesor de tercera generación de teléfonos emblemáticos anteriores de Google. El Galaxy Nexus dispone de una pantalla HD Super AMOLED, un vidrio curvo, una cámara mejorada, y corre el sistema operativo Android 4.3 (Jelly Bean). El nombre "Galaxy Nexus" provino del nombre "Galaxy" de Samsung y "Nexus" de Google.
Fue el primero en tener instalado Android 4.0 (Ice Cream Sandwich).
El Galaxy Nexus fue presentado conjuntamente por Google y Samsung el 19 de octubre de 2011 en Hong Kong, después fue lanzado en Europa el 17 de noviembre de 2011.

## Diseño
El Samsung Galaxy Nexus es un teléfono de grandes dimensiones (67,94 × 135,5 × 8,94 mm), pero muy fino y ligero en comparación (135 g). El cuerpo es de plástico y dispone de un cristal curvado. El terminal dispone de un led de notificaciones RGB, que quiere decir que puede adquirir cualquier color. El resto del teléfono móvil adquiere el mismo diseño que el resto de la gama Galaxy, excepto por la ausencia de los botones Atrás, Home y Multitarea, que están integrados en la pantalla y el de Menú pasa a estar de modo contextual en las aplicaciones.

## Cámara
El Galaxy Nexus posee dos cámaras. La cámara principal se encuentra en la parte trasera y dispone de 5 megapíxeles y de flash LED. También permite la grabación de vídeo a 1080p. La cámara secundaria se encuentra en la parte superior del frontal del terminal y dispone de 1.3 megapíxeles y permite la grabación de vídeo a 720p. Ninguna de las dos cámaras sufre retraso en el obturador, lo que las convierte en las cámaras más rápidas.

## Hardware
El Galaxy Nexus recibe apoyo MHL a través del uso de su puerto Micro USB 2.0, que permite al Galaxy Nexus dar resoluciones a 1080p.
El Galaxy Nexus no tiene botones físicos en la parte delantera, en lugar de la pantalla cuenta con teclas de función incorporados en el software del sistema (parte de Android 4.0). Por debajo de las teclas de función, una notificación multicolor LED aparece, una característica ausente en el Nexus S. Posee un conector para auriculares de 3,5 mm que se encuentra en la parte inferior del teléfono.

## Software
El Galaxy Nexus fue el primer dispositivo que ejecutó Android 4.0 (Ice Cream Sandwich), en donde se introdujo un gran número de nuevas características y mejoras. 
A partir del 11 de julio de 2012, Android 4.1 Jelly Bean comenzó a rodar en el Galaxy Nexus. El 13 de noviembre se confirmó la actualización a 4.2 Jelly Bean. Desde febrero de 2013 es actualizable a Android 4.2.2 Jelly Bean. El 24 de julio de 2013 se actualizó a Android 4.3 Jelly Bean. Con la salida de Android 4.4 KitKat el 31 de octubre, Google confirmó que dejaría de actualizar el software del Galaxy Nexus, puesto que su compromiso de actualizaciones es de 18 meses.

## Especificaciones técnicas
- Pantalla: Super Amoled HD (1280 x 720) de 4,65 pulgadas (315 ppi) y tecnología Countour Display (Cristal curvado).
- Tamaño (mm): 69,98 X 138,5 X 8,9.
- Peso: 135 gramos.
- Batería: 1750 mAh.
- CPU: Procesador de doble núcleo a 1,2 GHz, (frecuencia real es de 1,5Ghz pero se rebaja por cuestiones de estabilidad).
- Notificaciones: Led RGB de 3 colores.
- Sistema Operativo: Android 4.0 (Ice Cream Sandwich), actualizable a Android 4.3 (Jelly Bean).
- NFC.
- Acelerómetro.
- Giroscopio.
- Brújula.
- GPS.[3]
- Barómetro.
- Bluetooth.
- MicroUSB.
- Datos: HSPA+/4G/EDGE/GPRS/WiFi

- Samsung Galaxy Nexus GT-I9250 GSM/HSPA+ llamado "maguro" de 16 GB

2G Network GSM 850 / 900 / 1800 / 1900
3G Network HSPA+21 850 / 900 / 1700 / 1900 / 2100
Se comercializa en Google Play Store en USA y en la mayoría de tiendas por Internet (al ser un equipo GSM/HSPA+ pentabanda es el más compatible con todos los operadores).
- Samsung Galaxy Nexus SCH-i515 CDMA/LTE "toro" de 32GB

2G Network CDMA 800 / 1900
3G Network 	CDMA2000 1xEV-DO
4G Network 	LTE 700 MHz Class 13
Se comercializa en Verizon Wireless en USA (al ser un equipo CDMA solo es compatible con dicho operador).